# Opogona isorthota
Opogona isorthota är en fjärilsart som beskrevs av Edward Meyrick 1925. Opogona isorthota ingår i släktet Opogona och familjen äkta malar. Inga underarter finns listade i Catalogue of Life.